# Lloque Yupanqui

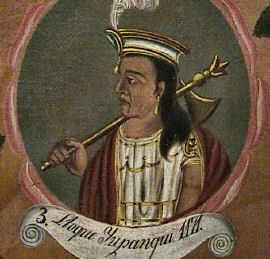
Inca Lloque Yupanqui, okänd konstnär

Lloque Yupanqui (quechua: Lloq'e Yupanki Inka) var den tredje härskaren i Inkariket i Cusco, nuvarande Peru (med början omkring 1260). Lloque Yupanqui (namnet betyder ”den vänsterhänte”) var född i Cusco och tillhörde Hurin-Cuscodynastin.
Lloque Yupanqui var ursprungligen inte tilltänkt att vara efterträdare till Sinchi Roca, men ett beslut i sista stund gjorde honom till tronarvinge. Enligt Alberto Tauro del Pino: "föredrog man honom bland alla hans fars avkomlingar, med tanke på hans framträdande fysiska kvaliteter och hans skicklighet i strid".
Han var andre son till Sinchi Roca och dennes maka Mama Coca och far till Mayta Capac. Hans makas namn anges varierande som Mama Cahua (quechua: Mama Qawa) och som Mama Cora Ocllo.
Yupanquis regerande blev en ständig kamp för att överleva. Krönikörerna är samstämmiga i att han inte gjorde några militära erövringar, med undantag för den vänlige Garcilaso de la Vega som försäkrar att han "gjorde stora saker och trängde in i Apurimacområdet", som på den tiden styrdes av de starka Chancas, vilket gör ett sådant intrång mindre sannolikt. 
Andra säger att han inte förde några krig, och att han ständigt var upptagen av rebeller.
Han sägs ha grundat marknadsplatsen i Cusco och byggt Acllahuasi. Under Inkarikets tid var detta en institution där man samlade unga flickor från hela riket; några gavs som konkubiner till adelsmännen och till krigare medan andra ägnade sig åt solkulten. Ibland var de enkla tjänare.
Lloque Yupanqui dog i Coricancha (Cusco). Han efterträddes av sin fjärde son Mayta Cápac.